# Ватаманюк Сергій Всеволодович
Ватаманюк Сергій Всеволодович (нар. 17 січня 1984) — український тренер з боксу, віцепрезидент Федерації Боксу України по роботі зі спортсменами. Тренував професійних боксерів Олександра Усика та Дениса Берінчика.
Сергій Всеволодович Ватаманюк вирізняється своїми унікальними тренерськими методами та здатністю розкрити потенціал кожного спортсмена. Так, Сергій Ватаманюк відіграв важливу роль у досягненні ключових перемог Олександра Усика. Один з найбільш визначних боїв, який здобув широке визнання, відбувся в Одесі в 2014 році, коли Усик зустрівся з Сезарем Давидом Кренсом. Під керівництвом Ватаманюка Усик продемонстрував свою майстерність та здобув впевнену перемогу. Також варто зазначити, що саме завдяки тренерській роботі Ватаманюка Усик став чемпіоном світу за версією WBC і зміг пройти до фіналу Суперсерії.